# Vészjelzés (film)
A Vészjelzés (eredeti cím: Blink Twice) 2024-ben bemutatott amerikai lélektani filmthriller-vígjáték, amelyet rendezői debütálásában Zoë Kravitz rendezett, az E.T. Feigenbaummal közösen írt forgatókönyv alapján. A főbb szerepekben Naomi Ackie, Channing Tatum, Christian Slater, Simon Rex, Adria Arjona, Haley Joel Osment, Kyle MacLachlan, Geena Davis és Alia Shawkat látható. 
A Vészjelzés világpremierje 2024. augusztus 8-án volt a Los Angeles-i DGA Theaterben, Amerikában pedig augusztus 23-án mutatta be az Amazon MGM Studios. Magyarországon egy nappal korábban, augusztus 22-én jelent meg az InterCom Zrt. forgalmazásában.

## Cselekmény
Frida, az állati témájú körömdíszművész és koktélpincérnő egy exkluzív eseményen dolgozik barátnőjével, Jess-szel. Frida találkozik a milliárdos tech-mogullal, Slater Kinggel, aki nemrég lemondott vezérigazgatói posztjáról, miközben nyilvánosan bocsánatot kért a múltbeli viselkedéséért. A férfi meghívja őt és Jess-t, hogy csatlakozzanak hozzá a magánszigetén. Ott Slater asszisztense, Stacy elkobozza a telefonjaikat. Jelen vannak Slater barátai és üzlettársai, Vic, a fotós, Cody, a magánszakács, Tom, a dj és Lucas, a diplomás, valamint három női vendég: Sarah, Camilla és Heather. A nőket pazar szobákkal, ajándék parfümökkel teli ajándéktáskákkal és ünnepi élménnyel kényeztetik, amit a Cody által készített csúcsminőségű ételek és koktélok, valamint a Vic által szállított erős hallucinogén drogok fokoznak.
Frida összecsap Sarah-val Slater figyelméért, miközben Jess emlékezetkiesést észlel. Frida észreveszi, hogy a helyi munkások mind ugyanazt a kígyótetoválást viselik, és furcsa találkozásai vannak egy szobalánnyal, aki mintha felismerné őt, és "Vörös Nyúlnak" szólítja.
Rich, Slater terapeutája meglátogatja, és egy piros zacskóban ajándékot kap. Egy átbulizott és drogos éjszaka során Jess-t megharapja egy kígyó, és később bevallja Fridának, hogy el akar menni. A reggelinél Frida észreveszi, hogy Lucasnak olyan illata van, mint annak a parfümnek, amit a nők kapnak. Amíg a férfiak horgászni mennek, Frida felfedez egy szobát, amelyben tucatnyi egyforma piros ajándéktáska van. Ezután a szobalány ráveszi, hogy igya meg a kígyó mérgét, és furcsa eseményekre kezd emlékezni. Rájön, hogy Jess eltűnt, bár a többi nő egyáltalán nem emlékszik Jessre. Frida riadtan nyomoz, és megtudja, hogy a nekik ajándékozott ételekben és parfümökben egy, a szigeten őshonos virág volt, amely képes kitörölni az emlékeket. Frida meggyőzi Sarah-t a történtekről, és ráveszi, hogy igyon mérget, a virág hatásának ellenszerét.
A férfiak visszatérnek, miközben Frida és Sarah egyre paranoiásabbá válik. A páros becsapja a többi nőt, köztük Stacy-t is, hogy igyanak a méregből, hogy visszaállítsák az emlékeiket. Frida belopózik Slater irodájába, hogy visszaszerezze a telefonjaikat, de csak azt veszi észre, hogy nincs áram és nincs szolgáltatás. Teljes emlékei visszatérnek, és kiderül, hogy a férfiak szexuálisan bántalmazták a nőket, majd a virág segítségével kitörölték az emlékeiket. Amikor Jess emlékeit a méreg miatt nem tudták kitörölni, megölték. Polaroidokat is felfedez, amelyeken különböző nők és férfiak láthatóak piros ajándéktáskákkal, és amelyekből kiderül, hogy King rendszeresen meghívja a vendégeket, hogy megerőszakolják az embereket, és parfümöt ajándékoz nekik, amit akkor használnak, amikor távol vannak a szigeten.
Frida és Sarah megpróbálnak időt nyerni maguknak, amikor Camilla és Heather emlékei visszatérnek, aminek következtében Camilla halálra késeli Tomot, míg Heather súlyosan megsebesíti Vicet, mielőtt Stan, Slater biztonsági őre, aki tengerészgyalogos volt, lelőné. Slater megöli Camillát, a férfiak pedig Slater villájában keresnek menedéket, ahol Slater kigúnyolja Lucast, amiért úgy döntött, hogy tétlenül részt vesz a bántalmazásban, mivel nem tesz semmit a nők megsegítésére. Stacy megtámadja Fridát, aki inkább nem vesz tudomást a férfiak viselkedéséről, mielőtt Frida halálra szúrja. Stan követi Fridát, de Sarah egy kővel agyonveri, és elveszi a fegyverét; Cody az erdőbe igyekszik, de feltehetően Sarah megöli. A villában Lucas megpróbál elmenekülni, de a Frida és Sara által Slater számára felállított csapda miatt tévedésből fejbe lövik; ezt követően Slater csapdába ejti Fridát a villában.
Kiderül, hogy Frida egy évvel korábban meghívást kapott a szigetre, és ugyanezeket az eseményeket élte át: leharapta Vic kisujját és megsebezte a fejét, amikor nekiesett egy sziklának, mielőtt kitörölték az emlékeit. A szobalány felismerte Fridát a piros nyulakkal festett körmeiről. Slater kineveti a mostani bocsánatkérését, és kijelenti, hogy a felejtés jobb, mint a megbocsátás, mielőtt elindul Sarahért. Amíg Slater távol van, Frida az emlékezetkeltő parfümmel fűzi meg. A hatására elfelejti az előző eseményeket, és a holttestek láttán pánikba esik. Slater megcsúszik és eszméletlenre veri magát, miközben a villa kigyullad. A két nő elmenekül, így Vic meghal, de Frida megmenti Slatert.
Valamivel később Rich, aki szintén megtámadta Fridát a szigeten, találkozik Slaterrel, aki érezhetően zavartan viselkedik. Kiderül, hogy Frida időközben hozzáment Slaterhez, és átvette a vezérigazgatói pozícióját, miközben virággal drogozta be, hogy engedelmeskedjen. Miközben az esemény vendégei gratulálnak Fridának, Richet elfogják.

## Szereplők
| Szerep                  | Színész              | Magyar hang       |
| ----------------------- | -------------------- | ----------------- |
| Frida                   | Naomi Ackie          | Szilágyi Csenge   |
| Slater King             | Channing Tatum       | Dévai Balázs      |
| Jess                    | Alia Shawkat         | Nemes Takách Kata |
| Vic                     | Christian Slater     | Czvetkó Sándor    |
| Cody                    | Simon Rex            | Mészáros Béla     |
| Sarah                   | Adria Arjona         | Csuha Borbála     |
| Tom                     | Haley Joel Osment    | Szalay Csongor    |
| Camilla                 | Liz Caribel          | Dobó Enikő        |
| Lucas                   | Levon Hawke          | Kenéz Ágoston     |
| Heather                 | Trew Mullen          | Dér Mária         |
| Stacy                   | Geena Davis          | Kovács Nóra       |
| Rich                    | Kyle MacLachlan      | Csankó Zoltán     |
| Stan                    | Cris Costa           | Papucsek Vilmos   |
| takarítőnő              | María Elena Olivares | Blasek Gyöngyi    |
| Emcee                   | Saul Williams        |                   |
| riporter                | Tiffany Persons      | Kis-Kovács Luca   |
| Főnök                   | Aaron Himelstein     | Hamvas Dániel     |
| elegáns légiutas-kísérő | Zoë Kravitz          |                   |

### Magyar változat
- Magyar szöveg: Tóth Tamás
- Hangmérnök: Tóth Péter Ákos
- Vágó: Sári-Szemerédi Gabriella
- Gyártásvezető: Gelencsér Adrienne
- Szinkronrendező: Dóczi Orsolya
- Produkciós vezető: Hagen Péter

A szinkront a Mafilm Audio Kft.  készítette el.

## A film készítése
Zoë Kravitz 2017-ben kezdte el írni a Vészjelzés című filmet Pussy Island munkacímmel. 2021 júniusában Kravitz bejelentette, hogy a filmmel debütál rendezőként az E.T. Feigenbaummal közösen írt forgatókönyv alapján. Channing Tatum leszerződött a főszerepre, és a cannes-i filmvásáron az MGM elnyerte a forgalmazási jogokat, mivel Naomi Ackie megkapta a film főszerepét, Fridát. 2022 májusától júniusáig bejelentették a stáb többi tagját, és Jordan Harkins és Stacy Perskie vezető producerként csatlakozott a filmhez.
A forgatás 2022. június 23-án kezdődött. A forgatás Yucatánban és Quintana Rooban zajlott.

## Bemutató
A film premierje 2024. augusztus 8-án volt a Los Angeles-i DGA Theaterben, az Amerikai Egyesült Államokban az Amazon MGM Studios 2024. augusztus 23-án, a Warner Bros. Pictures pedig 2024. augusztus 21-én adta ki a filmet nemzetközileg. Augusztus 21-én az Amazon a Twitteren trigger warningot adott ki a filmre az „érett témák és az erőszak ábrázolása - beleértve a szexuális erőszakot is” miatt, ami a Variety szerint ritka, hogy egy stúdió ilyet tegyen, de része annak az egyre növekvő trendnek, amely Hollywoodban az MPA minősítéseken felül is terjed. A figyelmeztetést a mozielőadások előtt is feltüntették.

## Fogadtatás

### Bevételi adatok
A Vészjelzés 2024. augusztus 28-ig 10 millió dollárt hozott az Egyesült Államokban és Kanadában, 6,7 millió dollárt pedig más területeken, ami világszerte 16,7 millió dolláros bevételt eredményezett.
Az Egyesült Államokban és Kanadában A holló és a The Forge című filmekkel együtt került a mozikba, és a nyitóhétvégén 1067 moziban várhatóan 7-8 millió dolláros bevételt ért el. Az első napon 2,9 millió dollárt hozott, ebből a csütörtök esti előzetesekből becslések szerint 820 ezer dollárt. A debütálás után 7,3 millió dollárt termelt, és a negyedik helyen végzett a jegypénztáraknál.

### Kritikai visszhang
A Rotten Tomatoes weboldalon 182 kritika 74%-a pozitív, átlagosan 6,7/10-es értékelést kapott. A honlapon a konszenzus szerint: „Zoë Kravitzot a figyelemre méltó rendezők közé emeli az filmmel, amely igazán szórakoztató.” A Metacritic oldalán 45 kritikus értékelése alapján 100-ból 66 pontot adott a filmnek, ami „általánosságban kedvező” értékelést jelent. A CinemaScore által megkérdezett közönség átlagosan „B-” osztályzatot adott a filmnek egy A+-tól F-ig terjedő skálán, míg a PostTrak munkatársai 74%-os pozitív értékelést adtak (beleértve az 5-ből 3 csillag átlagértéket), 50% pedig azt mondta, mindenképpen ajánlani tudja a filmet.